# 村上菊一郎
村上 菊一郎（むらかみ きくいちろう、1910年10月17日 - 1982年7月31日）は、フランス文学者、翻訳家。早稲田大学名誉教授。

## 生涯
広島県三原市生まれ。1932年早稲田大学文学部仏文科に進み、1935年卒業。吉江喬松、西條八十、山内義雄らに教わる。フランス語教師として生計をたて、フランス詩の翻訳をおこない、1937年商工省貿易局嘱託となり、1941年仕事でサイゴンに駐在、1943年帰国し大東亜省勤務、1945年応召し三原で入営、敗戦後、1949年早大文学部専任講師、1952年助教授、1957年教授。1981年定年退職。
ボードレール、ランボーなどの詩のほか、『ジャン・クリストフ』『ボヴァリー夫人』など小説の翻訳でも知られる。

## 著書
- 四季の名詩 日本近代詩鑑賞 大日本雄弁会講談社 1958（ミリオン・ブックス）
- 愛と恋のすべて 東西文明社 1959
- マロニエの葉 現文社 1967
- ランボーの故郷 随筆集 小沢書店 1980.10

## 翻訳
- 悪の華 ボオドレエル 版画荘 1936 のち角川文庫
- 巴里の悒欝 ボオドレエル 春陽堂書店 1936 「パリの憂鬱」角川文庫
- ボードレール全集 第5巻 拾遺詩篇・書簡 河出書房 1939
- 散文詩 ボードレール 青磁社 1941
- 秋の日本 ピエール・ロティ 吉氷清共訳 青磁社 1942 のち角川文庫
- 仏蘭西詩集 正続 青磁社 1941-1943
- イギリスの君主制 アンドレ・モーロア 時事通信社 1946
- ボードレール全集 第1巻 悪の華 河出書房 1948
- ボードレール詩集 蒼樹社 1948（世界詩人叢書）
- ランボオ詩鈔 浮城書房 1948
- 三つの物語 フローベル 細川書店 1949 のち角川文庫
- ボヴァリー夫人 フローベル 思索社 1949 のち角川文庫
- 風車小屋便り アルフォンス・ドーデ 新潮文庫 1951
- フランス詩集 新潮叢書 1951 のち文庫
- アルルの女 ドーデ 新潮文庫 1952
- モーパッサン全集 第1巻 ココ、冷たいココはいかが 春陽堂書店 1955
- モーパッサン全集 第2巻 お菓子 春陽堂書店 1955
- モーパッサン全集 第3巻 お通夜 春陽堂書店 1955
- モーパッサン全集 第7巻 卑怯者 春陽堂書店 1955
- でぶの悩み H.ベロー 世界大衆小説全集 生活百科刊行会 1955
- ヴェルレーヌ艶詩集 風流豆本の会 1955.12
- モーパッサン全集 第10巻 うみがらすの岩 春陽堂書店 1956
- 愛の詩集 角川新書 1956
- ジャン・クリストフ 第1-8 ロマン・ロラン 角川文庫 1956-1967
- 愛唱詩集 世界編 東都書房 1968
- 狭き門 ジイド 旺文社文庫 1970
- 村上菊一郎訳詩集 村上菊一郎訳詩集刊行会 教育出版センター 1986.7
- 村上菊一郎全詩歌集 村上教枝編 主婦の友出版サービスセンター 1990.7

## 参考
1. ↑  http://homepage1.nifty.com/yasuki-a/Part2-murakami.htm